# Oud-Heverlee
Oud-Heverlee (fr. Vieux-Heverlee, Vieux-Heverlé) – miejscowość i gmina (gemeente) w Belgii, w Regionie Flamandzkim, w prowincji Brabancja Flamandzka, w okręgu Leuven. 1 stycznia 2024 roku liczyła 11 474 mieszkańców.

## Podział administracyjny
W skład gminy wchodzą cztery dzielnice (deelgemeente):
- Blanden
- Haasrode
- Sint-Joris-Weert (Weert-Saint-Georges)
- Vaalbeek

## Sport
Tutejszy klub piłkarski to Oud-Heverlee Leuven.